# Espagnols
2e rangée : Miguel de Cervantes, Francisco Goya, José María de Pereda, Rosalía de Castro, Benito Pérez Galdós, Leopoldo Alas

Les Espagnols sont du point de vue géographique et politique moderne, selon le droit du sol, les citoyens de l'Espagne actuelle, quelles que soient leurs origines.

## Ethnonymie
En espagnol : españoles.

## Anthropologie
Le pool génétique du peuple espagnol provient en grande partie des habitants pré-romains de la péninsule ibérique:
- Groupes pré-indo-européens et indo-européens de langue pré-celtique: (Ibères, Vettones,  Turdetani, Aquitains).

- Celtes (Gallaeci, Celtibères, Turduli et Celtici) qui furent Romanisés après la conquête de la région par les anciens Romains.

Il existe également des influences génétiques de tribus  Wisigoths. En raison de sa position sur la mer Méditerranée, comme d'autres pays d'Europe du Sud, la terre qui est aujourd'hui l'Espagne a également eu des contacts avec d'autres peuples méditerranéens.

## Migrations et diaspora
- Immigration espagnole au Mexique
- Hispano-Américains